# Фишер, Фридрих Вильгельм Генрих
Фридрих Вильгельм Генрих Фишер (нем. Friedrich Wilhelm Heinrich Fischer; 27 марта 1879, Эльбинг — 19 июня 1944, Ганновер) — немецкий архитектор, профессор Технического университета Ганновера.

## Биография
Фридрих Фишер окончил учебу в Берлине в 1905 году и стал дипломированным инженером. Во время учебы он являлся членом студенческого братства «Akademischer Verein Motiv Berlin» (AV Motiv). Затем, в 1906 году, он переехал в Гданьск, где стал как правительственным строительным чиновником (стажером в сфере общественного строительства). В 1910 году Фишер стал кандидатом наук и, после прохождения государственного экзамена, был повышен до государственного архитектора (оценщика при общественном строительстве) в Гданьске. Одновременно, он также являлся преподавателем архитектуры в Техническом университете Гданьска, основанном в 1904 году.
В 1911 году Фишер покинул прусскую гражданскую службу. С 1914 по 1918 год он участвовал в Первой мировой войне. После войны, в 1918 году, он стал строительным инспектором Гданьска, а через год — почетным профессором в Гданьском техническом университете. В 1921 году он был назначен главным инженером в Данциге.
В 1925 году Фридрих Фишер получил пост профессора средневековой архитектуры в Техническом университете Ганновера. 11 ноября 1933 года он был среди более 900 ученых и преподавателей немецких университетов и вузов, подписавших «Заявление профессоров о поддержке Адольфа Гитлера и национал-социалистического государства».

## Работы
- Norddeutscher Ziegelbau / Fischer, Friedrich. — München : Callwey, 1944.
- Modellmäßiges oder sinngemäßes Bauen / Fischer, Friedrich. — Eberswalde : Verlagsges. Müller, 1942.
- Landschaftgebundenes Bauen / Fischer, Friedrich. — Eberswalde : Verlagsges. Müller, 1939.